# Amphicontus
Amphicontus is een geslacht van slangsterren uit de familie Amphiuridae.

## Soorten
- Amphicontus minutus Hill, 1940